# Kruger 60
Kruger 60 är en dubbelstjärna i den södra delen av stjärnbilden Cepheus. Den har en skenbar magnitud av ca 9,59 och kräver åtminstone ett mindre teleskop för att kunna observeras. Baserat på parallax enligt Gaia Data Release 2 på ca 249,4 mas, beräknas den befinna sig på ett avstånd på ca 13 ljusår (ca 4 parsek) från solen. Den rör sig närmare solen med en heliocentrisk radialhastighet på ca -34 km/s.
Stjärnparet rör sig genom Vintergatan på ett avstånd från galaxens kärna som varierar från 7 - 9 kpc med en omloppsexcentricitet på 0,126-0,130. Dess närmaste positionen till solen kommer att inträffa om ca 88 600 år när de kommer att komma inom ett avstånd av 1,95 parsek.

## Egenskaper
Primärstjärnan Kruger 60 A är en röd till orange stjärna i huvudserien av spektralklass M3 V, Den har en massa som är ca 0,27 solmassa, en radie som är ca 0,35 solradie och har ca 0,01 gånger solens utstrålning av energi från dess fotosfär vid en effektiv temperatur av ca 3 800 K.

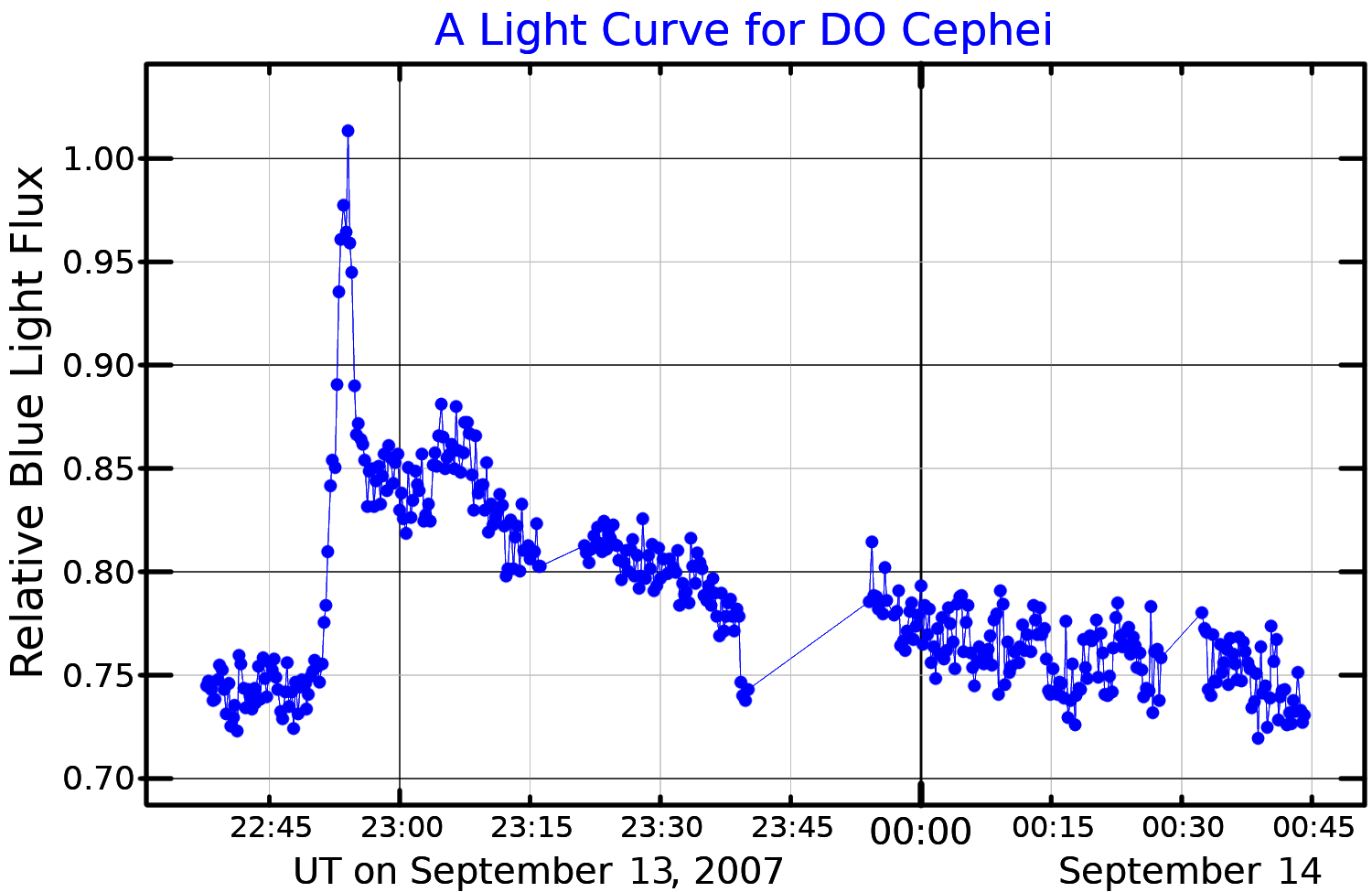
En ljuskurva i blå bandet för en flare på DO Cephei, anpassad från Dal (2020)

Följeslagaren Kruger 60 B är en flarestjärna och har fått variabelbeteckningen "DO Cephei". Den har en massa som är ca 0,18 solmassor, en radie som är ca 0,24 solradier med en effektiv temperatur av ca 2 900 K. Den har en oregelbunden flare som vanligtvis fördubblas i ljusstyrka och sedan återgår till det normala under en 8-minutersperiod. Stjärnorna kretsar kring varandra med en omloppsperiod av 44,7 år.
Kruger 60 har föreslagits som ursprunget till den interstellära kometen 2I/Borisov (tidigare kallad C/2019 Q4 (Borisov)) av Dybczyński, Królikowska och Wysoczańska.